# VTB United League 2009-10
La VTB United League 2009-10 fue la segunda edición de la VTB United League, la primera como liga, tras la edición del año anterior con formato de torneo, competición internacional de baloncesto creada con el objetivo de unir las ligas nacionales de los países del Este de Europa en una única competición. Participaron 12 equipos. El campeón fue el CSKA Moscú, que lograba así su segundo título.

## Equipos
| País (Liga)           | Equipos              |
| --------------------- | -------------------- |
| Estonia (KML)         | Kalev/Cramo          |
| Letonia (LBL)         | VEF Rīga             |
| Lituania (LKL)        | Žalgiris Kaunas      |
| Rusia (PBL)           | CSKA Moscú           |
| Rusia (PBL)           | Khimki Moscow Region |
| Rusia (PBL)           | UNICS Kazan          |
| Ucrania (SuperLeague) | Azovmash Mariupol    |
| Ucrania (SuperLeague) | Donetsk              |

## Fase de grupos
|  | Dos primeros puestos de cada grupo acceden a la Final Four |
|  | Eliminados                                                 |

| Pos. | Equipo               | PJ | G | P | PF  | PC  | Dif |
| ---- | -------------------- | -- | - | - | --- | --- | --- |
| 1.   | UNICS Kazan          | 6  | 5 | 1 | 500 | 443 | +57 |
| 2.   | Khimki Moscow Region | 6  | 4 | 2 | 495 | 443 | +52 |
| 3.   | Donetsk              | 6  | 3 | 3 | 475 | 486 | -11 |
| 4.   | VEF Rīga             | 6  | 0 | 6 | 438 | 536 | -98 |

| Pos. | Equipo            | PJ | G | P | PF  | PC  | Dif  |
| ---- | ----------------- | -- | - | - | --- | --- | ---- |
| 1.   | CSKA Moscow       | 6  | 5 | 1 | 507 | 392 | +115 |
| 2.   | Žalgiris Kaunas   | 6  | 5 | 1 | 477 | 411 | +66  |
| 3.   | Azovmash Mariupol | 6  | 2 | 4 | 469 | 487 | -18  |
| 4.   | Kalev Tallinn     | 6  | 0 | 6 | 370 | 533 | -163 |

## Final four
|  | Semifinales          | Semifinales          | Semifinales |             |             | Final       | Final | Final |  |
|  |                      |                      |             |             |             |             |       |       |  |
|  |                      |                      |             |             |             |             |       |       |  |
|  | CSKA Moscow          | CSKA Moscow          | 71          |             |             |             |       |       |  |
|  | CSKA Moscow          | CSKA Moscow          | 71          |             |             |             |       |       |  |
|  | Khimki Moscow Region | Khimki Moscow Region | 66          |             |             |             |       |       |  |
|  | Khimki Moscow Region | Khimki Moscow Region | 66          |             | CSKA Moscow | CSKA Moscow | 66    |       |  |
|  |                      |                      |             |             | CSKA Moscow | CSKA Moscow | 66    |       |  |
|  |                      |                      | UNICS Kazan | UNICS Kazan | 55          |             |       |       |  |
|  | UNICS Kazan          | UNICS Kazan          | UNICS Kazan | UNICS Kazan | 55          | 75          |       |       |  |
|  | UNICS Kazan          | UNICS Kazan          |             |             |             | 75          |       |       |  |
|  | Žalgiris Kaunas      | Žalgiris Kaunas      | 66          |             |             |             |       |       |  |
|  | Žalgiris Kaunas      | Žalgiris Kaunas      | 66          |             |             |             |       |       |  |
|  |                      |                      |             |             |             |             |       |       |  |

### Semifinales
| 21 de enero de 2010 | CSKA Moscow                                      | 71–66 | Khimki Moscow Region                        |                              |  |
| 18:00               | Parciales: 14-12, 15-21, 24-20, 18-13            | Parciales: 14-12, 15-21, 24-20, 18-13 | Parciales: 14-12, 15-21, 24-20, 18-13       |                              |  |
|                     | Estadísticas Planinić 16 Šiškauskas 7 Planinić 5 | http://vtb-league.com/en/game.aspx?id=93cc74d4-7f39-4c5e-b01a-95f19d12bcd3 (enlace roto disponible en Internet Archive; véase el historial, la primera versión y la última). Pts Reb Asts | Estadísticas Fridzon 16 Mozgov 11 Cabezas 4 | Pabellón: Kaunas Sports Hall |  |

| 21 de enero de 2010 | UNICS Kazan                               | 75–65 | Žalgiris Kaunas                                          |                              |  |
| 21:00               | Parciales: 20-17, 16-18, 19-9, 20-21      | Parciales: 20-17, 16-18, 19-9, 20-21 | Parciales: 20-17, 16-18, 19-9, 20-21                     |                              |  |
|                     | Estadísticas Lončar 20 Lončar 7 Popović 7 | http://vtb-league.com/en/game.aspx?id=8102811e-9fcb-4123-a534-f7e0d0865118 (enlace roto disponible en Internet Archive; véase el historial, la primera versión y la última). Pts Reb Asts | Estadísticas Klimavičius 17 Klimavičius, Begić 7 Ćapin 4 | Pabellón: Kaunas Sports Hall |  |

### Tercer y cuarto puesto
| 22 de enero de 2010 | Khimki Moscow Region                                 | 72–78 | Žalgiris Kaunas                        |                              |  |
| 18:30               | Parciales: 12-24, 23-14, 18-16, 19-24                | Parciales: 12-24, 23-14, 18-16, 19-24 | Parciales: 12-24, 23-14, 18-16, 19-24  |                              |  |
|                     | Estadísticas Langford 20 McCarty, Mozgov 7 McCarty 3 | http://vtb-league.com/en/game.aspx?id=526ccb00-fcf5-44bf-9577-52812063fd36 (enlace roto disponible en Internet Archive; véase el historial, la primera versión y la última). Pts Reb Asts | Estadísticas Pocius 26 Delaš 5 Ćapin 4 | Pabellón: Kaunas Sports Hall |  |

### Final
| 22 de enero de 2010 | UNICS Kazan                                         | 55–66 | CSKA Moscow                                                            |                              |  |
| 21:00               | Parciales: 14-17, 11-22, 19-18, 11-9                | Parciales: 14-17, 11-22, 19-18, 11-9 | Parciales: 14-17, 11-22, 19-18, 11-9                                   |                              |  |
|                     | Estadísticas Lampe 21 Lampe 6 Popović, Samoylenko 3 | http://vtb-league.com/en/game.aspx?id=d1b44326-eb24-4217-9e66-fde785f8651a (enlace roto disponible en Internet Archive; véase el historial, la primera versión y la última). Pts Reb Asts | Estadísticas Holden, Kaun 16 Mensah-Bonsu 6 Šiškauskas, Vorontsevich 3 | Pabellón: Kaunas Sports Hall |  |

## Galardones

### Galardones de la temporada
- MVP:  Victor Khryapa (CSKA Moscow)

- MVP de los Playoffs:  J.R. Holden (CSKA Moscow)

### Mejor quinteto del torneo
- Martynas Pocius (Zalgiris)
- Maciej Lampe (UNICS)
- Sasha Kaun (CSKA)
- Vitaly Fridzon (Khimki)
- Marko Popović (UNICS)